# Poeta en Nueva York

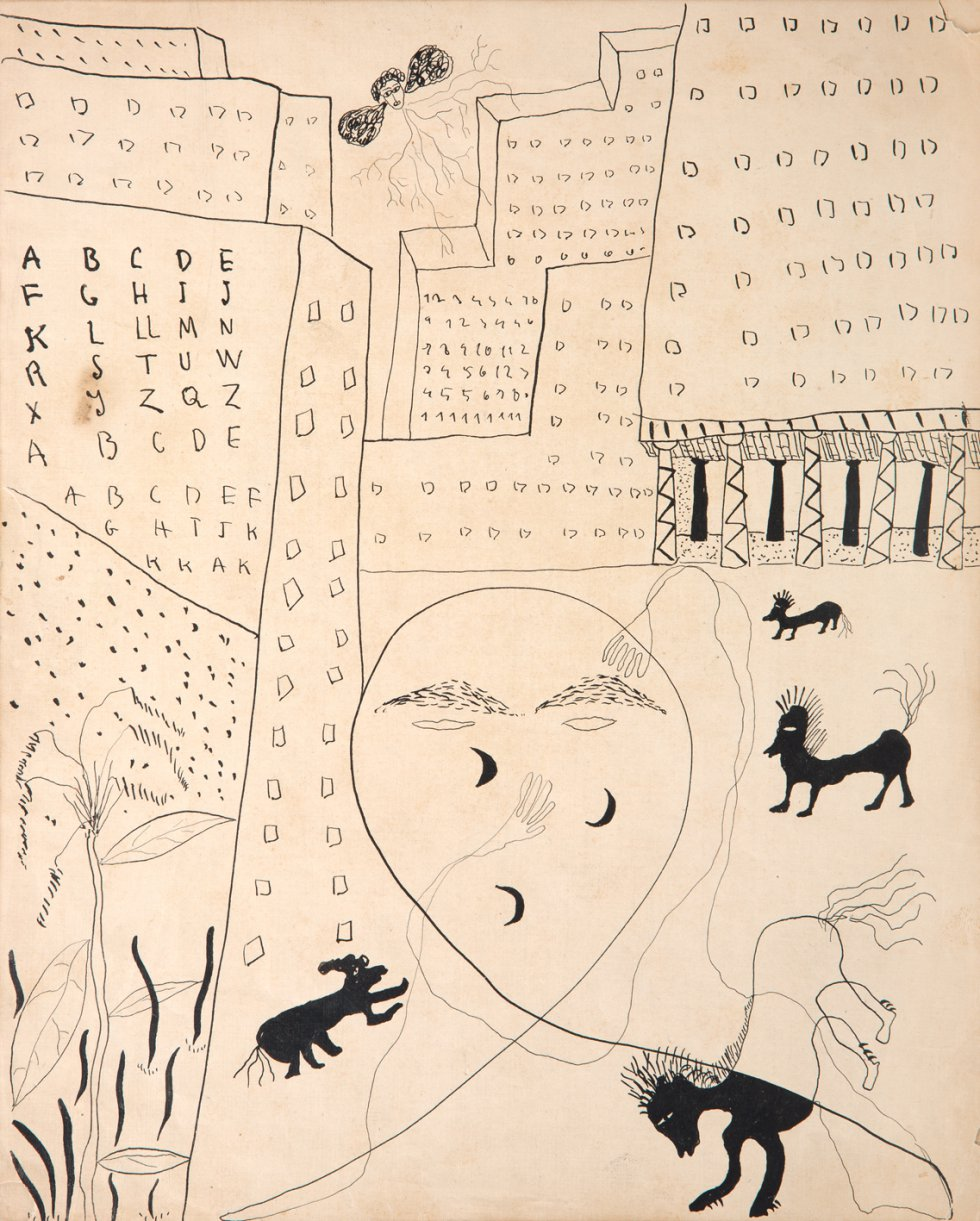

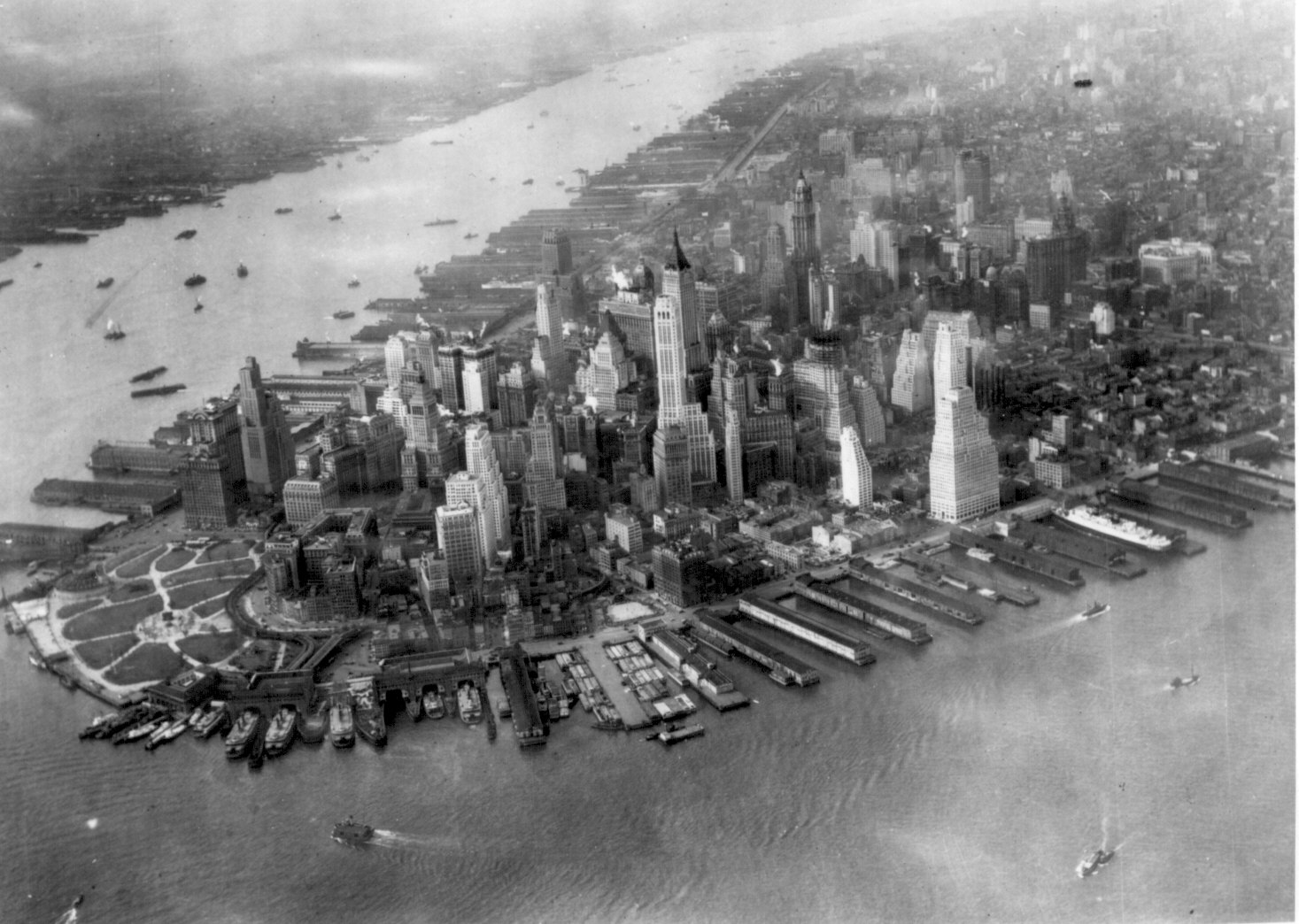
Vue aérienne de New York (1931).

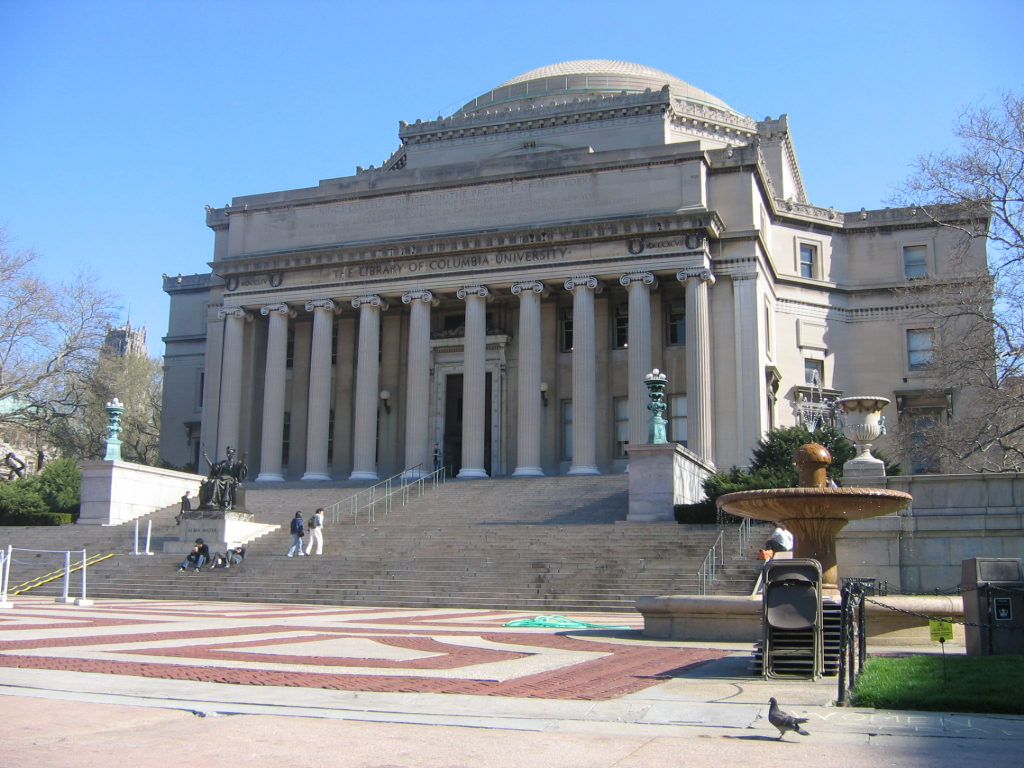
Low Memorial Library, université Columbia.

Poeta en Nueva York (Poète à New York) est un recueil de poèmes de Federico García Lorca, paru de manière posthume en 1940.
Lorca écrivit ces poèmes en 1929-1930 à New York, alors qu'il résidait en tant qu'étudiant à l'université Columbia. Le recueil est dédié à ses amis Bebe et Carlos Mora, mais plusieurs sections et certains poèmes sont dédiés à d'autres amis, ainsi qu'un vers de Tu infancia en Menton à son ex-compagnon le sculpteur Emilio Aladrén.
Le recueil contient des citations de poèmes de Luis Cernuda et Vicente Aleixandre. Les poèmes sont d'inspiration franchement surréaliste, et surtout plus sombres que dans les autres recueils du poète. Les thèmes en sont la solitude et le désespoir. La ville de New York apparaît comme un lieu cauchemardesque, où les gens sont opprimés et où règne la misère. Lorca avait prévu plusieurs illustrations pour son recueil : dessins de sa main et photomontages ou collages de photos.
Après une section consacrée à un passé révolu situé en dehors de l’espace new-yorkais, les poèmes se penchent sur la condition des Noirs américains, en particulier à Harlem. Les rues nocturnes de la « ville sans sommeil » sont des lieux d'insécurité et de saleté. Même les poèmes écrits au bord du lac Eden Mills et à Newburg sont empreints de désespoir. Après une introduction à la mort et un retour à la ville, le recueil culmine avec deux odes : un "Cri vers Rome" depuis la tour du Chrysler Building, et un hommage au poète américain Walt Whitman. Deux valses fêtent ensuite la fuite de New York, avant l'arrivée à La Havane et la célébration de la musique cubaine.

## Réception
Le recueil, paru après la mort de Lorca, a suscité un débat sur sa composition. Poeta en Nueva York a été publié dans deux éditions différentes en 1940, une bilingue préparée par Rolfe Humphries chez Norton, et une espagnole préparée par José Bergamín chez Séneca. Tous deux avaient eu recours à des versions manuscrites. Les différences entre les versions des poèmes ont entraîné plusieurs éditions différentes du recueil.
Poeta en Nueva York a révélé avec force l'engagement de Lorca envers les plus pauvres et les minorités opprimées, en particulier les Noirs. Il recourt à des images provocantes, comme la foule qui vomit ou qui urine. Certains poèmes, en particulier l'ode à Walt Whitman, révèlent également l'homosexualité du poète, de manière plus évidente que dans ses précédents recueils.
Le poème "Son de Negros en Cuba" a été mis en musique et interprété par le groupe cubain Compay Segundo.

## Sommaire
1. Poemas de la soledad en University Columbia.
- Vuelta de paseo
- 1910 (Intermedio)
- Fábula y rueda de los tres amigos
- Tu infancia en Mentón

2. Los negros.
- Norma y paraíso de los negros
- El rey de Harlem
- Iglesia abandonada (Balada de la Gran Guerra)

3. Calles y sueños 
- Danza de la muerte
- Paisaje de la multitud que vomita (Anochecer de Coney Island)
- Paisaje de la multitud que orina (Nocturno de Battery Place
- Asesinato (Dos voces de madrugada en Riverside Drive)
- Navidad en el Hudson
- Ciudad sin sueño (Nocturno del Brooklyn Bridge)
- Panorama ciego de Nueva York
- Nacimiento de Cristo
- La aurora

4. Poemas del lago Edem Mills.
- Poema doble del lago Edem
- Cielo vivo

5. En la cabaña del Farmer
(Campo de Newburg)
- El niño Stanton
- Vaca
- Niña ahogada en el pozo

6. Introducción a la muerte.
Poemas de la soledad en Vermont
- Muerte
- Nocturno del hueco

I 
II

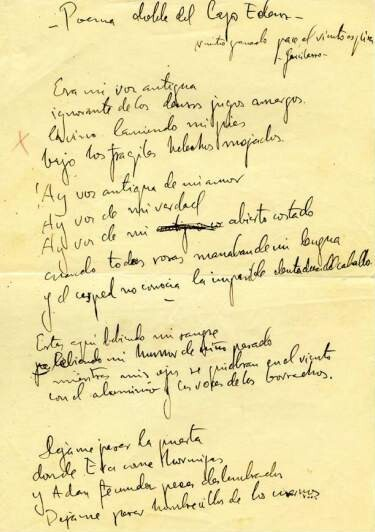
"Poema doble del lago Edem".

- Paisaje con dos tumbas y un perro asirio
- Ruina
- Luna y panorama de los insectos

7. Vuelta a la ciudad.
- New York (Oficina y denuncia)
- Cementerio judío

8. Dos odas. 
- Grito hacia Roma (Desde la torre de Chrysler Building)
- Oda a Walt Whitman

9. Huída de Nueva York. 
(Dos valses hacia la civilización) 
- Pequeño vals vienés
- Vals en las ramas

10. El poeta llega a la Habana.
- Son de negros en Cuba
- Pequeño poema infinito
- La luna pudo detenerse al fin
- Tierra y luna
- Omega

Addenda
- Crucifixión
- Pequeño poema infinito

## Dessins de Lorca
De nombreux dessins de la main de Lorca et des photomontages de sa composition illustraient les poèmes, mais ils sont rarement reproduits dans les éditions du recueil.